# Tammy Cochran
Tammy Cochran (Austinburg, 30 gennaio 1972) è una cantautrice statunitense.

## Biografia
Tammy Cochran è salita alla ribalta nel 2001 grazie al singolo Angels in Waiting, che ha raggiunto la 9ª posizione della Hot Country Songs e la 73ª della Billboard Hot 100. Il successo del brano ha portato alla pubblicazione del primo album eponimo, ma il secondo, Life Happened, uscito nel 2002, ha trovato più fortuna, piazzandosi alla numero 11 della graduatoria country e alla 95 della Billboard 200.

## Discografia

### Album in studio
- 2001 – Tammy Cochran
- 2002 – Life Happened
- 2007 – Where I Am
- 2009 – 30 Something and Single

### Singoli
- 2000 – If You Can
- 2000 – So What
- 2001 – Angels in Waiting
- 2001 – I Cry
- 2002 – Life Happened
- 2002 – Love Won't Let Me
- 2003 – What Kind of Woman Would I Be
- 2007 – The Ride of Your Life
- 2007 – Where I Am
- 2010 – He Really Thinks He's Got It